# Music (album Girugamesh)
Music – trzeci album zespołu Girugamesh wydany 5 listopada 2008 roku. Wydano dwie edycje różniące się zawartością: regularną i limitowaną. 7 listopada została także wydana edycja europejska zawierająca trzy dodatkowe utwory z wcześniej wydanego EP Reason of Crying.

## Lista utworów
| Nr  | Tytuł                                             | Czas |
| --- | ------------------------------------------------- | ---- |
| 1.  | "-INTRO-"                                         | 1:07 |
| 2.  | "Break Down"                                      | 3:27 |
| 3.  | "ULTIMATE 4"                                      | 2:54 |
| 4.  | "FREAKS"                                          | 3:04 |
| 5.  | "Angry juice" (アングリージュース)                | 3:06 |
| 6.  | "evolution"                                       | 3:55 |
| 7.  | "-INST.-"                                         | 1:17 |
| 8.  | "puzzle"                                          | 2:51 |
| 9.  | "Asking why"                                      | 3:03 |
| 10. | "DEAD WORLD"                                      | 3:30 |
| 11. | "Ishtar" (イシュタル)                             | 3:31 |
| 12. | "enishi" (縁enishi)                               | 3:18 |
| 13. | "smash!!" (europejska edycja)                     |      |
| 14. | "Melody" (europejska edycja)                      |      |
| 15. | "Omaeni sasageru minikui koe" (europejska edycja) |      |

| Nr | Tytuł                              | Czas |
| -- | ---------------------------------- | ---- |
| 1. | "-INTRO-"                          | 1:07 |
| 2. | "Break Down"                       | 3:27 |
| 3. | "ULTIMATE 4"                       | 2:54 |
| 4. | "FREAKS"                           | 3:04 |
| 5. | "Angry juice" (アングリージュース) | 3:06 |
| 6. | "evolution"                        | 3:55 |
| 7. | "Ishtar" (イシュタル)              | 3:31 |
| 8. | "DEAD WORLD"                       | 3:30 |
| 9. | "enishi" (縁enishi)                | 3:18 |

| Nr | Tytuł                                              | Czas |
| -- | -------------------------------------------------- | ---- |
| 1. | ""Shining Tour'08 "Shooting Summer" at Liquidroom" |      |
| 2. | ""Shining Tour'08 Highlights"                      |      |
| 3. | "Wacken Open Air '08"                              |      |
| 4. | "Ura Girugamesh"                                   |      |
| 5. | "Break Down" (teledysk)                            |      |

## Artyści
- Satoshi – wokal
- Nii – gitara
- ShuU – gitara basowa
- Яyo – perkusja